# 地獄 (基督教)

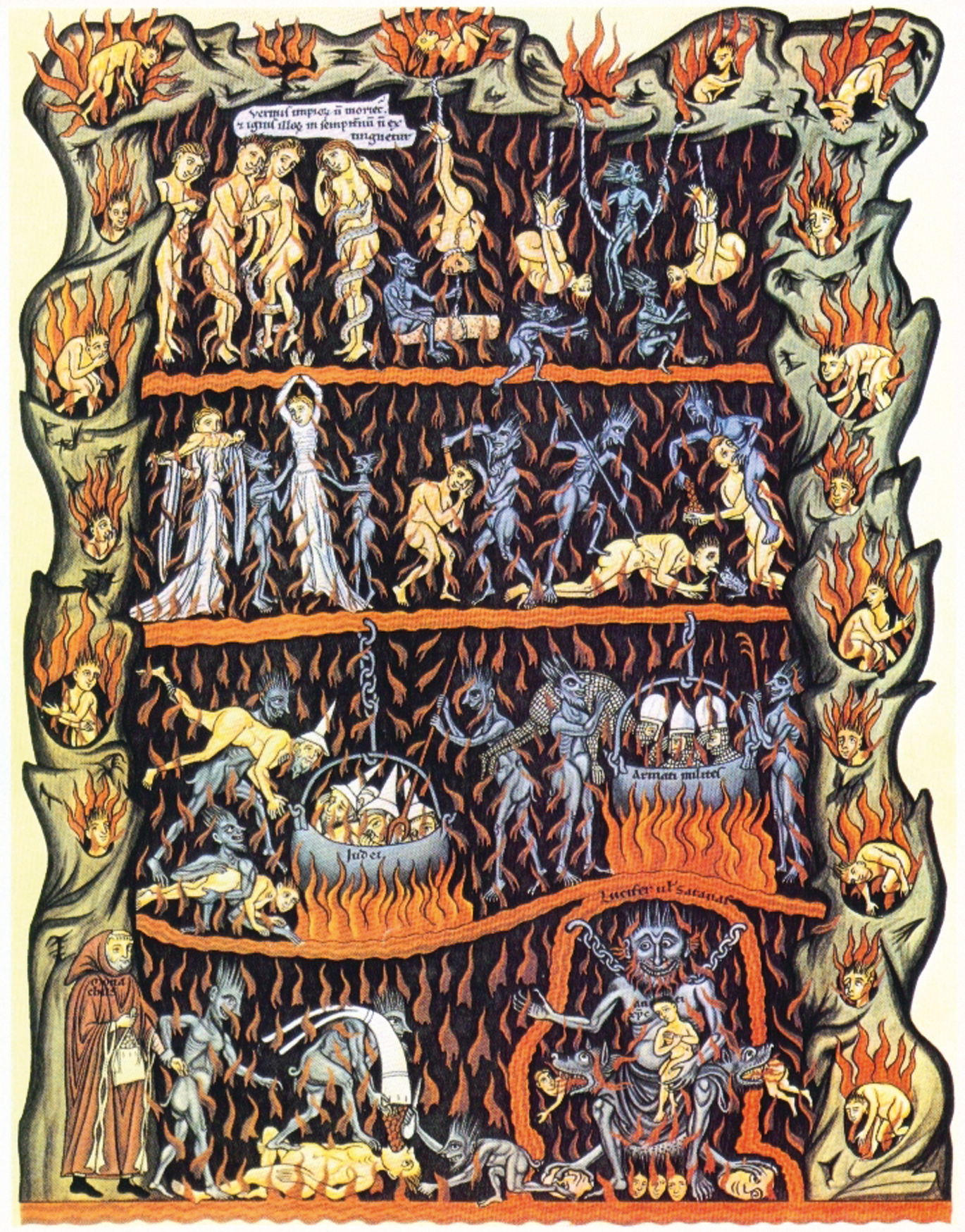
欧洲基督教中世紀的地獄插圖

在基督教神学中，上帝最后审判不悔改的罪人，他们不是在死后（通过特别审判）就是在一般审判后立刻进入地狱。地狱的特征是从圣经文本的教导推断出来的，对于其中一些文本，人们只是单纯从字面上去解释，于是引出了流行的地狱观点。
今天的神学家普遍认为，地狱是人们运用自由意志拒绝与上帝联合，不与上帝的公义和怜悯相容的逻辑结果（因为上帝不会强迫人们遵守他的意愿）。另一方面，加尔文主义者相信地狱是上帝对人之罪的正义审判结果，但他们拒绝自由主义神学的自由意志的观点。
在大多英语圣经中，有多个希伯来词和希腊词被翻译为“地狱”，这包括：
1，sheol和hades（在希伯来语圣经中的“sheol”，和在新约中的“hades”）。许多现代版本，如新国际版圣经，将Sheol翻译为“坟墓”，而只是音译Hades。人们普遍认为，sheol和hades通常不是指永久惩罚的地方，而是指坟墓，死者临时居的地方，即地下世界。
2，Gehenna。中文翻譯為欣嫩子谷（ גיא בן הינום‬；古希臘語：γέεννα)），是耶路撒冷的一個谷地。在希伯來聖經中，這裡最初是猶大諸王以火獻祭自己孩子給摩洛克的地方 。從此以後，這個地方便被認為受到了詛咒，常被作為地獄或者煉獄的代名詞。新约中“Gehenna”被描述为一个一“不灭的火”摧毁灵魂和身体的地方（马太福音10:28；马可福音9:43）。这个词在许多英语版本中被翻译为“地狱”或“地狱之火”。
3，tartarō。希腊动词“ταρταρῶ（tartarō）”在新约中出现一次（彼得后书2：4），它几乎总是翻译成“丢在地狱”之类的短语。有时也翻译为“Tartarus”；对于这个词，Holman Christian Standard Bible说道：“Tartarus是一个希腊词，意思是在地下比Hades更低一层的神惩罚人的场所。”(彼得后书2：4)

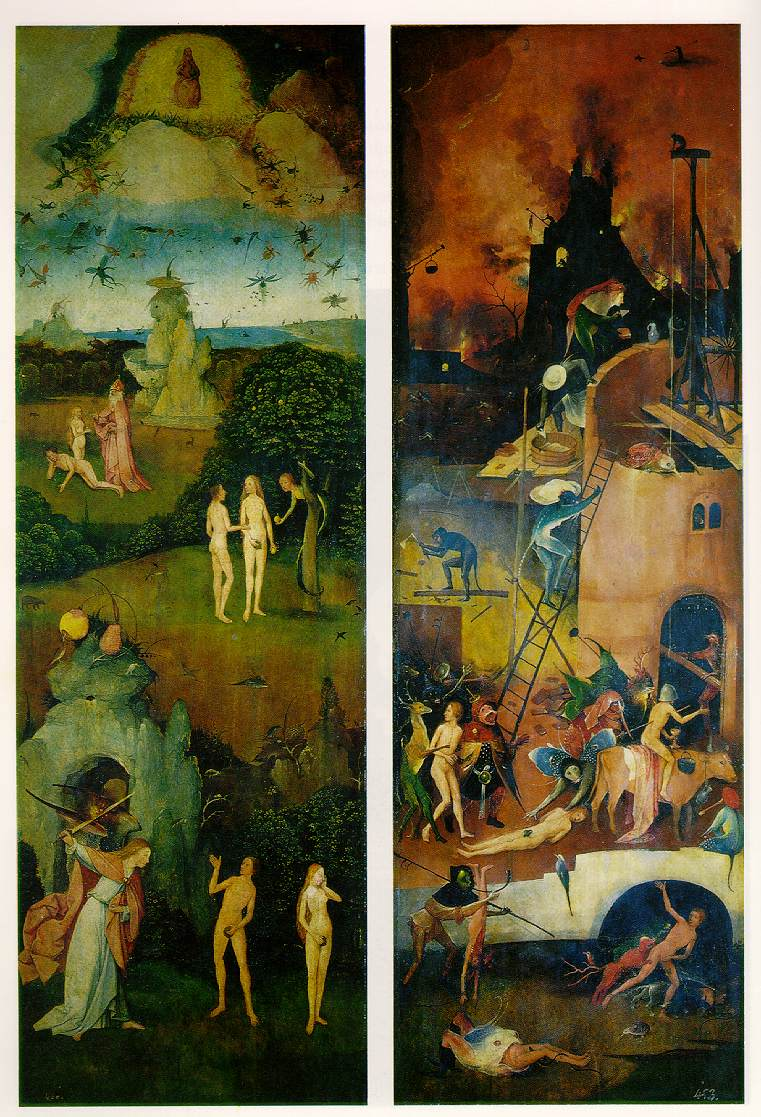
The Hay Wagon, shutters.耶罗尼米斯·博斯繪,1515-1549年

## 犹太背景

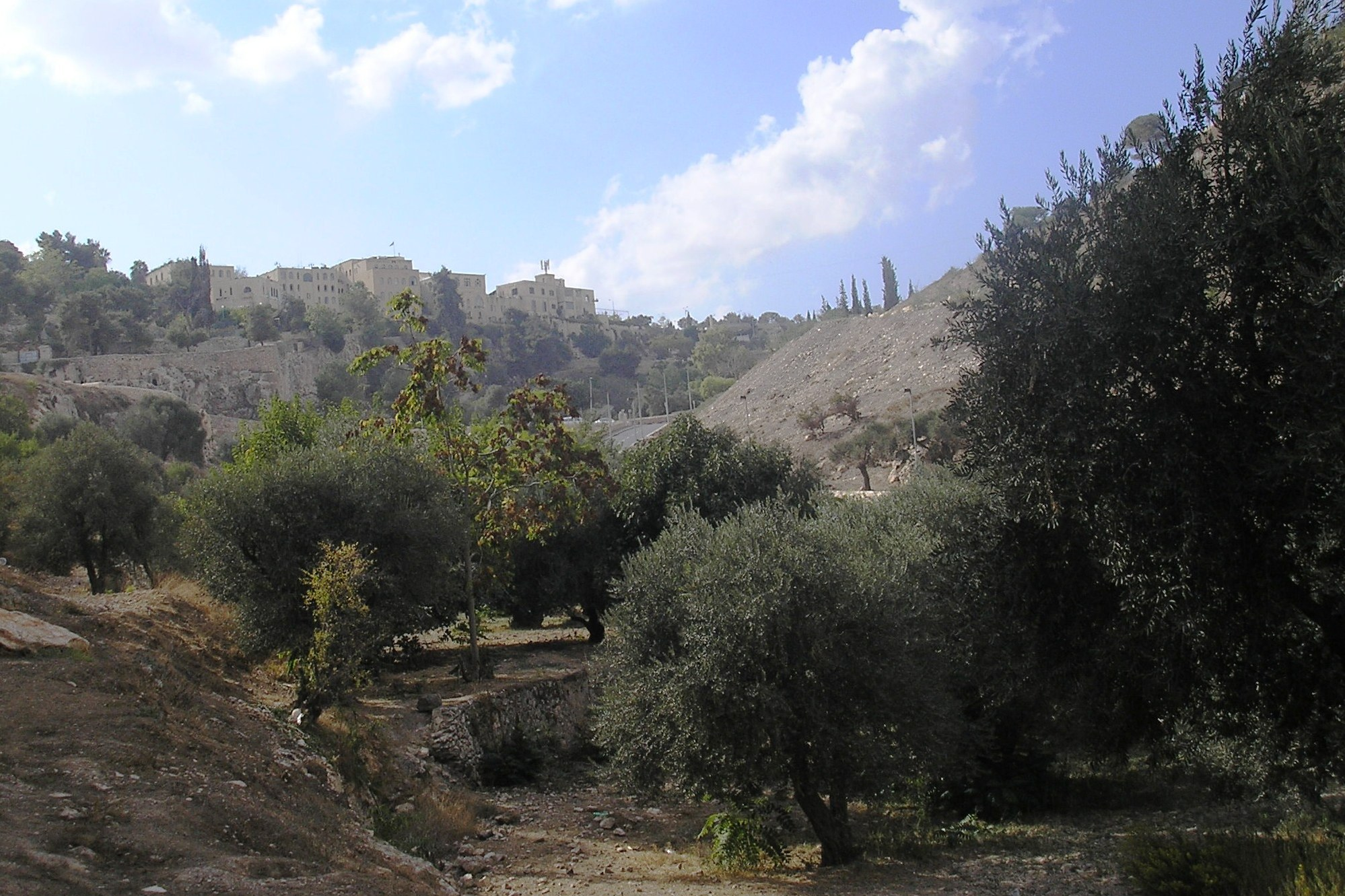
耶路撒冷欣嫩子谷, 2007

在古犹太信仰中，死者被安排到阴间（Sheol）中，这是所有人都被送去的地方（见创世记37:35；民数记16：30-33；诗篇86:13；传道书9:10）。阴间被认为是一个位于地下的地方（以西结31:15），一个黑暗、寂静和健忘的地方（见约伯记10:21）。从公元前三世纪到公元前二世纪，这个观点得到发展，认为阴间包含着正义和邪恶的分区（见《以诺书》）。到耶稣时代，有些犹太人已经相信那些在阴间中的人等待复活，他们不是感到舒适（在亚伯拉罕的怀里），就是被折磨。

至少在晚期的拉比时期，地狱（Gehenna）被看作是一个最终惩罚的地方，例如，拉比教导认为“最好的医生注定要去Gehenna”（M. Kiddushin 4:14）；在《摩西升天记》和《艾斯达后书》（2 Esdras）中也描述Gehenna。这个词源自ge-hinnom（欣嫩子谷），在耶路撒冷附近的一个山谷，最初用作人祭，献给偶像摩洛：
又污秽欣嫩子谷的陀斐特，不许人在那里使儿女经火献给摩洛。
——列王纪下23:10
他们在欣嫩子谷建筑巴力的丘坛，好使自己的儿女经火归摩洛，他们行这可憎的事，使犹大陷在罪里。这并不是我所吩咐的，也不是我心所起的意。
——耶利米书32:35
在希腊文七十士译本中，希伯来词阴间（sheol）被翻译为Hades，这是希腊神话中死者的地狱和居住地。在希腊神话中，永恒惩罚的领域是塔耳塔罗斯（Tartarus），而Hades是还没有被审判的死者的靈薄獄。

## 新约中的地狱
在大多英译版本中，三个不同的词语被翻译为“地狱”：ᾅδης (Hades)、γέεννα (Gehenna)和ταρταρῶ (Tartarō̂, verb)。
在新约圣经最常见的译成“地狱”的是γέεννα（gehenna），它直接来自希伯来语גהנום/גהנם（ge-hinnom）。除了在雅各书3：6中使用了一处外，这个词大量地出现在对观福音中。gehenna最通常指一个被火折磨的地方（如，马太福音5:22，18：8-9；马可福音9：43-49）；而其他段落提到黑暗和“哀哭切齿”（如，马太福音8:12;；22:13）。
除了使用术语gehenna（大多英译圣经翻译为“地狱”或“地狱之火”；有时音译，或翻译为别的词语）约翰的作品形容邪恶者的命运时用到了“灭亡”，“死亡”和“被谴责”或“被审判”。保罗提到了“愤怒”和“永远沉沦”（罗马书2：7-9；帖撒罗尼迦后书1:9），而其它一般使徒书信使用了一系列词语和意象，包括“烈火”（希伯来书10:27） “沉沦”（彼得前书3：7），“永火”（犹大书7）和“墨黑的幽暗”（犹大书13）。启示录有“火湖”和“燃烧的硫磺”的意象，在那里“那迷惑他们的魔鬼被扔在硫磺的火湖里，就是兽和假先知所在的地方。他们必昼夜受痛苦，直到永永远远。”（启示录20:10）；此外，投入火湖中的还有“那些拜兽和兽像，受它名之印记”的人（启示录14:11）。
新约也使用希腊词hades，通常指死者的居所（如，使徒行传2:31；启示录20:13）。只有一段经文将hades描述为一个酷刑的地方，如“财主和拉撒路” 的比喻（路加福音16：19-31）。耶稣讲述了一个邪恶的人在hades中遭受烈火的折磨，这与亚伯拉罕的怀抱形成鲜明对比，耶稣还解释，人们不能从一边到另外一边。一些学者认为，这个比喻反映了在两约之间的犹太人关于hades（或sheol）的观点，即，它包含着正义与邪恶的两个分开的部分。在启示录20：13-14中，当hades清空了死人后，它也被扔进“火湖”中。

### 耶稣关于死后的比喻
在马太福音25：31-46的末世话语中，耶稣说，当人子荣耀地到来时，他会将人们彼此区分开来，就像牧羊人将羊与山羊分开一样，并且那些不能帮助“弟兄中一个最小者”的人会被投进永火中。这种区分是黑白分明的，没有明确区分人们在优点或罪上的各种不同程度：
王又要向那左边的说：‘你们这被詛咒的人，离开我，进入那为魔鬼和他的使者所预备的永火里去！因为我饿了，你们不给我吃；渴了，你们不给我喝；我做客旅，你们不留我住；我赤身露体，你们不给我穿；我病了，我在监里，你们不来看顾我。’
——马太福音25：41-43
在路加福音16：19-31关于“财主和拉撒路” 的比喻中，可怜的拉撒路在“亚伯拉罕的怀”中享受幸福的安息（路加福音16:22），而在生前幸福的富人在阴间（hades）的烈火中承受折磨（路加福音16：23-24），这两边“有深渊限定，以致人要从这边过到你们那边是不能的；要从那边过到我们这边也是不能的”（路加福音16:26）。

### 其它补充
- 马天福音13章42節 「丟在火爐裡；在那裡必要哀哭切齒了」。[13]
- 约翰福音15章6節 「人若不常在我裡面、就像枝子丟在外面枯乾、人拾起來、扔在火裡燒了。」 [14]

地狱观念在基督教各教派之间存在很大的争议，有些教派认为有，而有些教派则认为地狱只是异教的观念。
傳統基督教的地獄之說的主要來自耶穌在《新约》中的叙述和《默示錄》的描述，按照普遍基督宗教說法，地獄是：
- 不能获得救赎，將被扔在地獄的不滅火湖（Lake of fire）裡受永刑。基督教認為人類必须相信耶穌基督十字架的代贖，罪才能得著赦免，得永生，才不會下地狱。
- “最悽慘，最痛苦，是世上的言語無法形容的可怕地方”路加福音第十六章 19-31節，
- “黑暗的無底坑，有不死的蟲和不滅的火焚燒，使人晝夜永遠受痛苦”玛尔谷福音第九章43-50節。
- 是刑罰魔鬼，关押犯罪的天使，以及“惡人受永刑之處”，

在天主教的信仰中，在天堂與地獄之間另有稱為煉獄的地方，但炼狱的概念为东正教和新教各个教派所不承认。在16世纪，教廷贩卖赎罪券，宣称购买此券的人其死去的家人可以从炼狱提升天堂。

## 东正教的地狱观

### 东正教观点
东正教教导天堂和地狱是与神的公正和爱有关，或者说，是对这种公正与爱的体验。他们没有制造一个神圣缺席的地方，也不认为地狱在本体论上与上帝分离。东方教的一个关于地狱的表达式：地狱和天堂是上帝最为在场的维度，这种在场根据每个人与上帝相处时的精神状态而带来不同的体验，或体验为一种折磨，或体验为天堂。对于那些讨厌上帝并讨厌自己带着上帝形象的人，当他们与神紧密地在场时，只会感到不可言喻的痛苦。亚里士多德·帕帕尼科洛（Aristotle Papanikolaou）和伊丽莎白·普罗德罗（Elizabeth H. Prodromou）在他们的书本《通过信仰思考：来自东正基督教学者的新视角》中写道：“天堂和地狱这些神学符号并不被理解为空间意义上的目的地，而是指对神在场的体验的两种不同模式。”一些东正教神学家确实把地狱描述为与上帝分离，即，脱离了与上帝的爱的团契。 Archimandrite Sophrony（Sakharov）谈到了“与上帝分离的地狱”。保罗·埃夫多基莫夫（Paul Evdokimov）说：“地狱只不过是人与上帝的分离，人的自主权将自己与上帝所在的地方区分开来。”根据西奥多·斯蒂里亚诺普洛斯（Theodore Stylianopoulos），“地狱是一种与上帝分离的灵性状态，它不能体验上帝的爱，并且同时意识到上帝最终剥夺了爱，作为对自己的惩罚。”米歇尔·奎诺特（Michel Quenot）说：“地狱就是人与上帝隔绝的状态，人类因为喜欢受造物甚于创造者，因此沦落到这样的状态。因此，正是人类而不是神制造了地狱。由于上帝了为了爱而给人类自由，因此，人拥有不可思议的力量去拒绝这种爱，对上帝说‘不’。他拒绝与上帝团契，从而成为一个捕食者，让自己遭受灵性上的死亡（地狱），这比由此而来的身体死亡更可怕。”另一位作家认为：“我们面对的情况、我们遇到的问题、我们所形成的关系、我们所做的选择，最终都涉及我们与上帝永远的结合或分离。”
东正教会拒绝罗马天主教炼狱的教义，这种教义认为炼狱是一个地方，信徒们将要再次受到痛苦折磨，直到他们“可原谅的”罪被清洗后才能进入天堂。
与西方基督教（包括罗马和各种新教教派）不同，东方基督教强调上帝在预先存在的永恒超验性上的奥秘，它保持了否定神学的传统，同时淡化经院派技术性的肯定神学，或者视肯定神学为次要的。因此，除了教会接受的（或必要时由大公会议定义的）使徒教义之外，他们并没有任何“官方”的教会教义。东正教关于地狱的观点源于圣徒的说法和教父的共识。他们在各个方面都不一致，而且，东正教普遍承认的公会也没有制定关于地狱教义，所以不存在所有信徒都需要遵守的官方教义。关于地狱的性质和持续时间的信念都认为是神学意见，而不是教会的教条。

### 地狱的形象
西奥多·斯蒂里亚诺普洛斯（Theodore Stylianopoulos）认为：“许多东正教圣徒和作家普遍认为地狱是一个惩罚场所，甚至通过烈火等方式惩罚罪人，这不是死后对灵魂的惩罚，就是复活后对灵魂和身体的惩罚。圣John Chrysostom描述地狱中有“不灭”的火和“各种酷刑和惩罚”。
东正教描述的最后审判，尤其是在斯拉夫的传统中，通常会描写到地狱中饱受折磨的、迷失的罪人。John-Paul Himka在《喀尔巴阡山脉的最后审判图像》一书第66-69页用插图描述大约15世纪的、基于北鲁斯（Rus）原型的喀尔巴阡山脉图像（第193页）。Himka认为这些特殊的图像（这些图像可能从12世纪希腊和南斯拉夫人的描绘中发展出来的，它们区分了罪人和他们的惩罚，第68页）描绘的是“新地狱”，“因为不同的罪人在一个正方形的地区被惩罚，其折磨方式从来没有在标准的拜占庭图像中出现过”（第42页）。
在John Climacus所作的《神圣攀登的天梯》的图像中，僧侣有的正在爬上一个三十阶梯的梯子，通向基督所代表的天堂，有的被恶魔的箭头击中，落入地狱，地狱有时以张开嘴巴的龙来表示。

## 罗马天主教的地狱观

### 地狱的性质
1992年当《天主教教理》出版时，教宗若望·保禄二世认为这是“教导信仰的确定规范”。这个教理将地狱定义为对拒绝爱天主者的永恒烈火的惩罚： 
除非我们自由地选择爱天主，否则我们不能与天主结合。但是，如果我们严重地犯罪，严重地对我们的邻居或对我们自己犯罪，我们就不能爱天主：“没有爱的人仍然在死中。任何恨他弟兄的人都是杀人犯，你知道，杀人犯没有永生。”我们的主警告我们，如果我们不能满足穷人和最小的弟兄们的严重需要，我们就必然与他分离。如果我们不悔改，不接受天主的仁慈之爱而在世界的罪中死亡，这意味着我们自由选择了永远与祂分离。这种自愿选择与天主和被祝福的人分离的状态称为“地狱”。耶稣经常谈到燃烧着“不灭的火”的“Gehenna”，这是留给那些到了生命尽头仍拒绝信靠他和皈依他的人，在那里，灵魂和身体都会被毁灭。耶稣郑重宣告，他“要差遣使者，把一切叫人跌倒的和作恶的，从他国里挑出来， 丢在火炉里。”耶稣会宣布他们被判的罪：“你们这被咒诅的人，离开我，进入那为魔鬼和他的使者所预备的永火里去！” 教会的教导证实了地狱的存在及其永恒性。那些在世间犯罪的人死后灵魂立即下降到地狱，它（在引号中）被描述为“永火”。

### 作为地方或状态的地狱
在1910天主教百科全书中，约瑟夫·海姆（Joseph Hontheim）写道“神学家普遍接受地狱真的在地球存在的观点。教会关于这个问题并没有结论；因此，我们可以说地狱是一个确定的地方；但我们不知道在哪里。”他引用了圣奥古斯丁的观点，后者认为地狱在地面之下；他又引用了教宗额我略一世的观点，认为地狱要么在地上，要么在地下。而另一方面，天主教神学家漢斯·烏爾斯·馮·巴爾塔薩（Hans Urs von Balthasar，1905-1988）认为，“我们必须看到，地狱不是一个装满了人或空荡荡的地方，它很可能不是天主创造的，而是在任何情况下，自由的个体选择了它。”2007年具有出版许可的《青年天主教信仰手册》也认为，“更准确地说”，天堂和地狱不是地方，而是一种状态。方濟嘉布遣會神学Berard A. Marthaler也说，“地狱不是一个地方”。
过去，许多人认为地狱是一个地方。有些人拒绝了圣经对地狱描述的隐喻解释，并将地狱定为地球上的一个位置，而另一些支持地狱是一个确定地方的人则认为它的位置是未知的。 
其他天主教徒既不肯定也不否认地狱是一个地方，而将其称为一个“地方或状态”。路德维希·奥特（Ludwig Ott）的《天主教教条基础》认为：“地狱是天主拒绝的人所居住的永恒惩罚的地方或状态”。罗伯特·福克斯（Robert J. Fox）写道：“地狱是天主拒绝的人所在的永恒惩罚的地方或状态，因为这些灵魂拒绝了天主拯救的恩典。”福音派的Norman L. Geisler和Ralph E. MacKenzie解释罗马天主教官方教义时说：“地狱是天主拒绝的人所居住的永恒惩罚的地方或状态。”
教皇庇护十世在1908年发表的《教理》中用“状态”这个词来定义地狱：“地狱是恶人被谴责的地方，在那里他们永远看不见神的存在，受到可怕的酷刑。”
教皇若望·保祿二世在1999年7月28日认为，关于地狱是一个地方这个问题，圣经使用“一种象征性语言”，“我们必须正确地解释它……它不是一个地方，而是那些自由而明确地与天主隔绝的人的状态，因为只有天主才是一切生命和快乐的源泉。”有些人将这些话解释为否认地狱可能是一个地方的观点，或者至少是对地狱的新理解。但是，有人明确不同意对教皇所说的话否认了地狱可以是一个地方的观点，并说教皇只是让人们不要过于关于地狱的（作为一个地方）次要本质。
教皇本笃十六世在2007年3月25日发表讲道，认为：“耶稣到世界告诉我们，他想我们都上天堂；虽然我们时代很少提到地狱，但地狱确实存在的，它是永恒的，是为那些拒绝耶稣的爱的人预留。”记者理查德·欧文（Richard Owe）将这种说法解释为地狱是一个真实存在的地方，这得到许多媒体报道。但是，在本尼迪当人信理部总督时负责的《天主教教理》（1035）中，我们读到：“地狱的主要惩罚是永远与天主分离”。

### 地狱中的痛苦
人们都同意地狱是一个痛苦的地方。

《天主教教理》说：
耶稣经常谈到燃烧着“不灭的火”的“Gehenna”，这是留给那些到了生命尽头仍拒绝信靠他和皈依他的人，在那里，灵魂和身体都会被毁灭。耶稣郑重宣告，他“要差遣使者，把一切叫人跌倒的和作恶的，从他国里挑出来， 丢在火炉里。”耶稣会宣布他们被判的罪：“你们这被诅咒的人，离开我，进入那为魔鬼和他的使者所预备的永火里去！”
教会的教导证实了地狱的存在及其永恒性。那些在世间犯罪的人死后灵魂立即下降到地狱，它（在引号中）被描述为“永火”。地狱的首要惩罚是与天主永远的分离，因为，当人们依靠天主时他能拥有生命与幸福，这是为他做创造并且他所渴望的生命与幸福。
虽然《天主教教理》明确地提到了地狱中的多种惩罚，将它们称之为“永火”，并提到永远与天主分离是这些惩罚中的首要惩罚，但一位评论家认为，除了与天主分离的惩罚外，其余的惩罚都是不明确的：毕竟，天主是怜悯和慈爱的，他不喜欢看到活人的死亡，也不会预先安排某人去地狱（天主教的立场是：天主不想人们遭受痛苦。毫无疑问，我们唯一知道在地狱中的事物是撒旦和邪恶的天使，我们唯一知道地狱中的痛苦不是火或酷刑，而是自愿地、义无反顾地选择与在天堂的天主、与天主白白给予的爱和正义永远分离；因此，教会和教皇强调了在世间有罪的生活有可能不可逆转地无法在死前得到赦免，并强调地狱的地点或状态是真实的，这是一个教条。 另一种解释是，《天主教教理》并不否认其他形式的痛苦，而是强调失去天主的痛苦是天主教对地狱理解的核心。

圣奥古斯丁说，地狱的痛苦是复杂的，因为上帝继续爱那不能反过来爱他的罪人。根据教会的教义，无论痛苦的性质是什么，“这不是由一个复仇性的审判者所强加的痛苦。”
“关于地狱的具体性质……天主教没有作出任何定义……我们去猜测地狱的真实性质是毫无用处的，更明智的方式是，承认我们对这个明显超出人类理解的问题非常无知。”
在《Inventing Hell》（《发明地狱》）一书中，天主教作家和历史学家乔恩·斯威尼（Jon M. Sweeney）批评基督徒挪用了但丁关于地狱的异象和形象。《出版商周刊》在其书评中认为这个作品提供了“有说服力的观点”。Sweeney在赫芬顿邮报的宗教版撰写的一篇关于这个主题的文章得到了19000人喜欢，其中包括Anne Rice在内。 

### 关于地狱的异象
许多天主教的神秘主义者和圣徒声称已经看过地狱的异象，或其他关于地狱的启示。在各种马利亚的幻象中，如在Fatima或Kibeho的幻象，一些看到异象的人声称在异象期间看到圣母马利亚，她向他们展示了罪人受苦的地狱。
在圣经中，拔摩岛的约翰在启示录中写到他看到一个火湖，那里的“野兽”和所有标有号码的人都在里面。
据说，聖高隆有几次甚至能够说明某些具体的人将由于他们的罪而在地狱火海中死去，而且在事件发生前准确地预测他们死亡的方式。
中世纪的克吕尼运动的僧侣记录了一个故事：圣本笃曾有一次向一个修道士显现，告诉他，刚刚（在那个时间点上）一个修道士逃离了修道院，回到了世俗世界，然后，这个修道士死了，到了地狱。

## 新教的地狱观
不同新教徒对“地狱”的主要看法——无论是关于Hades（即，死者的居住地）还是Gehenna（即恶人的目的地）——是将其功能看作是死亡与复活之间的中间状态；而且，他们的观点也包括他们对灵魂的不朽，以及其它的有条件的不朽的不同看法。例如，改教家加尔文相信死后意识继续存在，而马丁·路德相信死亡是睡眠，所以他们对地狱（Hades和Gehenna）的看法截然不同。
在大多新教传统中，地狱是上帝创造的地方，用于惩罚魔鬼和堕落天使（参见，马太福音25:41）以及那些名字不写在生命册的人（参见启示录20:15）。这是每一个没有得到救恩的人的最后命运，在那里他们将因罪而受到惩罚。人们在最后审判后被送到地狱。

### 地狱永刑论
《西敏斯特信仰信条》（1646）表达了历史中新教徒对地狱的看法：
“但那不认识上帝、不顺从耶稣基督福音的恶人，要被扔到永远的痛苦中，离开主的面和祂权能的荣光，受永远毁灭的刑罚。”
（论最后的审判，第三十三章）
根据福音派统一与真理联盟（ACUTE），大多新教徒都认为地狱将是一个人们意识到无休无止的折磨的地方，无论是身体的折磨还是灵性的折磨，虽然最近一些作家，如英国天主教的C·S·路易斯和JP Moreland 说地狱是与上帝的“永恒分离”。但某些圣经文本让一些神学家认为，地狱的惩罚虽然是永恒的、不可撤销的，但却与每个灵魂的行为成正比（如，马太福音10:15，路加福音12：46-48）。
另一个争论的领域是关于还未信神的人（即那些从来没有机会听到基督福音的人）、那些在婴儿期死亡的人和精神残疾者的命运。根据ACUTE，一些新教徒同意奥古斯丁的说法，认为这类别的人将因原罪而到地狱，而另一些人则认为上帝在这些情况中会例外处理。

### 有限不朽和灭亡论
少数新教徒相信有限不朽论的教义，它认为那些送到地狱的人不会经历永恒的、有意识的惩罚，而是在“有限的有意识惩罚”后被消灭或灭亡。
相信这个观点的著名福音派神学家包括约翰·温纳姆（John Wenham），爱德华·福吉（Edward Fudge）和克拉克·皮诺克（Clark Pinnock）和約翰·斯托得（尽管最后一个学者认为自己在灭亡论的问题上是“不可知论者”）。持有这个观点的人通常拒绝传统的灵魂不朽的观点。
基督复临安息日会、耶和华见证会和基督弟兄会教导灭亡论。

## 其他教派的地狱观

### 普救派
虽然普救派在历史中和当代基督教中是神学上的小团体，但大多持有新教观点的人（如喬治·麥克唐納，卡爾·巴特，漢斯·烏爾斯·馮·巴爾塔薩，William Barclay，Keith DeRose和Thomas Talbott）都认为，人们在Gehenna服刑完判决后，所有的灵魂与上帝重新和好，进入天堂，或认为，在死亡时，上帝找到了让所有灵魂悔改的方式，这样就不用经历“地狱”的痛苦。这种观点通常被称为基督教普救派——它的保守分支更具体地称为“圣经或三位一体普救派”——并且我们不要将它与一神普救派混淆。（参见英文词条See universal reconciliation, apocatastasis和the Problem of Hell）
基督教普救派教导说，永恒的地狱不存在，是后来教会创造的产物，没有任何来自圣经的支撑。基督教普救派的推论认为，永恒的地狱违背了慈爱上帝的性质、品格和属性，违背了人性，违背了罪的性质只是毁灭而不是永久的痛苦，违背了圣洁和幸福的本质，违背了惩罚的性质和目的。

### 基督教科学会
基督科學教會如此定义“地狱”：“凡人的信念；错误；欲望；悔恨；仇恨；复仇；罪恶；疾病；死亡；痛苦和自我毁灭；自我施加的痛苦；罪的影响；任何让人憎恶或虚假的事物 （Science and Health with Key to the Scripture by Mary Baker Eddy, 588: 1-4.）。

### 耶和华见证人
耶和华见证人不相信身体死后灵魂仍存活。他们认为，圣经中的“地狱”（不论从“sheol”还是从“hades”翻译而来）都是好人和坏人的共同坟墓。他们拒绝认为地狱真正的是永恒痛苦或折磨的地方，因为这与上帝的爱和正义不一致。他们将“gehenna”定义为永恒的毁灭或“第二次死亡”，留给那些没有复活机会的人，那些在“终末战争”中被摧毁的人。耶和华见证人相信，在“终末战争”之前，死人的身体将在地上复活，然后在基督统治的一千年期间被审判；审判的标准将基于他们复活后顺服上帝律法的程度。

### 耶穌基督後期聖徒教會
耶穌基督後期聖徒教會认为，“地狱”一词在圣经中至少有两种意义。第一个是通常是被称为灵魂监狱的地方，这是惩罚那些拒绝基督和他赎罪的人。他们认这是一种临时状态，其中，死者的灵魂将被教导福音，并有机会悔改，接受救恩的命令。摩门教认为，为了这个目的，基督被十字架后访问了灵界（彼得前书3：19-20，彼得前书4：5-6）。现代的启示表明，当基督在那里时，他开始为死人的救恩工作，委托正义的灵魂教导福音给那些在世时没有机会接受福音的人。
耶穌基督後期聖徒教會相信，义人将在“第一次复活”中起来，并在耶稣回来后与耶稣一起生活在地球上。在千年（称为千纪）后，在灵魂监狱中选择不接受福音和悔改的人同样也复活，并得到一个不朽的身体，这称为“第二次复活”。在这些指定的复活时间中，“死亡和地狱”将把那些在它们里面的死人交出来，根据他们的作为来审判（启示录20:13），这时，除了[毁灭之子]（Sons of perdition）以外，所有人都得到一定的荣耀，保罗将这些荣耀比作太阳、月亮和星的荣耀（哥林多前书15:41）。 耶穌基督後期聖徒教會会解释道，圣经描述的地狱是“永恒的”或“无尽的”惩罚，这是上帝施加的惩罚，而不是无休止的永久惩罚。摩门教的圣经引用了上帝告诉教会创始人約瑟·斯密的说话：“我是无尽的，我所给出的惩罚是无尽的惩罚，因为无尽的是我的名字。因此，永远的惩罚是神的惩罚。无尽的惩罚是神的惩罚。”
耶穌基督後期聖徒教會也相信一个更永恒的地狱概念，通常称为外部黑暗。据说，很少生活在地球上的人会送到这个地狱，但是摩门教认为，至少该隐就在那里。那些在生命中变成“毁灭之子”的人，那些犯下不可原谅的罪的人，将被遣送到外部的黑暗中。据教导，不可饶恕的罪是由那些“否认天父所承认的子”的人所犯下的。然而，绝大多数在外在黑暗的居民将是“魔鬼和天使……天堂主体的第三部分”，他们在之前的生活中跟随路西法，从未得到过凡人的身体。在上帝最后审判时，外面黑暗的居民是唯一不会得到三种荣耀之一的上帝的孩子。
目前，人们还不清楚那些在黑暗中的人最后是否会得到拯救。关于外部黑暗和毁灭之子，摩门教圣经说，“没有人知道那个地方或他们的酷刑最后如何；上帝过去没有，现在没有，未来也没有启示给人们，除非是那些参与者”。经文认为，那些被送往这个地方的人将知道其持续时间和限制。

### 统一教
查理·费尔莫尔（Charles Fillmore）的统一教会认为永恒的真实地狱的概念是虚假教义，与约翰福音作者的记载相矛盾。

## 圣经术语

### Sheol
在钦定版圣经（KJV）中，旧约的sheol被翻译为“阴间”31次，翻译为“坟墓”31次。Sheol也被翻译为“坑”三次。
现代翻译通常将Sheol称为“坟墓”，“坑”或“死亡”。

### Abaddon
希伯来语abaddon意为“毁灭”，有时被解释为“地狱”的同义词。

### Gehenna
在新约中，早期的（即，钦定版圣经）和现代的翻译经常把Gehenna翻译成“地狱”。杨氏直译本和圣经新世界译本是显著的例外，它们保留了Gehenna。

### Hades
传统上，希腊词Hades是用来翻译希伯来词Sheol，例如，在希腊文圣经七十士譯本中。就像在希腊语中其他一世纪犹太人文献一样，新约的基督教作者采用这种翻译方法。虽然早期的翻译最常将Hades翻译为“地狱”，如钦定版圣经，但现代翻译使用音译，保留为Hades，或使翻译为暗指“坟墓”，“死者”“死地”或类似陈述的词语。在拉丁语中，Hades在大约公元1200年后可被翻译成Purgatorium（炼狱），但没有现代英语翻译将Hades成为炼狱。

### Tartarus
只出现在新约的彼得后书2：4中，早期和现代的翻译通常把[Tartarus]译成“地狱”，虽然有些人把它保留为“Tartarus”。

### 其它补充
基督宗教的地獄按照《聖經》希臘文原文和意義分別是：
- 磯漢那（Geenna），指欣嫩谷，是过去位于耶路撒冷城墙外的一个谷地，当时的以色列人在此焚燒罪犯尸体（如果人犯罪严重就不配复活，因此犹太人认为不知悔改的人不配进入墓地安葬，只能扔到这个谷自然腐烂或者被焚烧）及生活垃圾。当时的人们还在垃圾上撒上硫磺以帮助燃烧，因此这个地方总是烟雾缭绕。
- 海地司（Hades），指死人的地方。
- 塔塔魯斯（Tartaroo），描述撒但及其墮天使堕落的动词，意思是“扔到tartar里去”